# Xpdf
Xpdf – program do przeglądania dokumentów w formacie PDF oraz narzędzie do konwersji plików PDF na zwykły tekst lub PostScript. Xpdf został opracowany z myślą o systemach okienkowych X Window System i Motif. Elementy konsolowe (pdftops, pdftotext itd.) działają również na platformie Windows.
Główną licencją, na której rozpowszechniany jest Xpdf, to GPL, choć jest możliwość zakupu programu na licencji komercyjnej za pośrednictwem Glyph & Cog.

## Programy bazujące na Xpdf
Lista przykładowych programów bazujących na silniku Xpdf lub będących Front-endem dla programu Xpdf:
- KPDF – dla środowiska graficznego KDE
- BePDF – dla systemu operacyjnego BeOS
- !PDF – dla systemu operacyjnego RISC OS
- PalmPDF – dla systemu operacyjnego PalmOS